# Sudra picea
Sudra picea är en insektsart som beskrevs av Kuoh. Sudra picea ingår i släktet Sudra och familjen dvärgstritar. Inga underarter finns listade i Catalogue of Life.